# Train (Band)
Train ist eine US-amerikanische Alternative-Band, die 1994 in San Francisco gegründet wurde. Ihr Musikstil setzt sich aus Country, Rock und anderen Genres zusammen.

## Bandgeschichte
Die Band wurde 1994 in San Francisco von Rob Hotchkiss und Patrick Monahan gegründet. Nachdem sie beschlossen hatten, aus dem Duo eine vollständige Band zu gründen, kamen Jimmy Stafford als Gitarrist, Charlie Colin als Bassist und später Scott Underwood am Schlagzeug hinzu. 1997 gingen Train als Vorband mit den Barenaked Ladies und den Counting Crows auf Tour. Ihr erstes erfolgreiches Lied war 2001 Drops of Jupiter (Tell Me), welches unter anderem bei der Grammyverleihung 2002 die Auszeichnungen für Bester Rocksong und Bestes Instrumentalarrangement mit Gesangsbegleitung gewann.
Ende 2009 erschien das fünfte Studioalbum mit dem Namen Save Me San Francisco. Die erste Single hieß Hey, Soul Sister und erreichte Spitzenpositionen in den internationalen Charts. Ab dem 16. Juli 2010 ging sie mit John Mayer auf Tour durch die Vereinigten Staaten und Kanada. In der 11. Folge der 6. Staffel von CSI: NY kam die Band zu einem Gastauftritt, wo sie unter anderem in einem Studio ihre Single Hey, Soul Sister spielten. Der Sänger Patrick Monahan verkörperte dabei einen der Hauptverdächtigen. Die Episode, in der unter anderem auch Kim Kardashian, Vanessa Minnillo oder LaLa Vasquez einen Gastauftritt hatten, wurde am 22. November 2010 erstmals auf ORF 1 ausgestrahlt. Am Ende der Folge, die den Titel Überrollt trägt, spielte die Band außerdem noch ihre im Jahre 2003 veröffentlichte Single Calling All Angels. Auch in der Serie 90210, 4. Staffel, Folge 18 hat Train einen Gastauftritt.
Am 17. April 2012 erschien das sechste Studioalbum mit dem Namen California 37. Die erste Single Drive By wurde zuvor veröffentlicht.
Weitere drei Jahre später erschien das siebte Studioalbum Bulletproof Picasso mit der Erfolgssingle Angel in Blue Jeans. Im Jahr 2016 erschien eine weitere Single mit dem Titel Play That Song. Das dazugehörige Album A Girl, a Bottle, a Boat erschien 2017.
Im Mai 2024 starb ihr ehemaliger Bassist Charlie Colin im Haus eines Freundes in Brüssel. Als Todesursache wurde ein häuslicher Unfall in der Dusche angegeben.

## Diskografie
Studioalben

| Jahr | Titel Musiklabel                                                 | Höchstplatzierung, Gesamtwochen, AuszeichnungChartplatzierungen (Jahr, Titel, Musiklabel, Platzierungen, Wochen, Auszeichnungen, Anmerkungen) | Höchstplatzierung, Gesamtwochen, AuszeichnungChartplatzierungen (Jahr, Titel, Musiklabel, Platzierungen, Wochen, Auszeichnungen, Anmerkungen) | Höchstplatzierung, Gesamtwochen, AuszeichnungChartplatzierungen (Jahr, Titel, Musiklabel, Platzierungen, Wochen, Auszeichnungen, Anmerkungen) | Höchstplatzierung, Gesamtwochen, AuszeichnungChartplatzierungen (Jahr, Titel, Musiklabel, Platzierungen, Wochen, Auszeichnungen, Anmerkungen) | Höchstplatzierung, Gesamtwochen, AuszeichnungChartplatzierungen (Jahr, Titel, Musiklabel, Platzierungen, Wochen, Auszeichnungen, Anmerkungen) | Anmerkungen                                                           |
| Jahr | Titel Musiklabel                                                 | DE | AT | CH | UK | US | Anmerkungen                                                           |
| ---- | ---------------------------------------------------------------- | --- | --- | --- | --- | --- | --------------------------------------------------------------------- |
| 1998 | Train Columbia Records (Sony)                                    | — | — | — | — | US76 Platin · (32 Wo.)US | Erstveröffentlichung: 3. Februar 1998 Verkäufe: + 1.000.000           |
| 2001 | Drops of Jupiter Columbia Records (Sony)                         | DE35 (12 Wo.)DE | AT35 (7 Wo.)AT | CH32 (14 Wo.)CH | UK8 Gold · (13 Wo.)UK | US6 ×3Dreifachplatin · (64 Wo.)US | Erstveröffentlichung: 27. März 2001 Verkäufe: + 3.477.500             |
| 2003 | My Private Nation Columbia Records (Sony)                        | — | — | CH91 (2 Wo.)CH | UK100 (1 Wo.)UK | US6 Platin · (45 Wo.)US | Erstveröffentlichung: 3. Juni 2003 Verkäufe: + 1.000.000              |
| 2006 | For Me, It’s You Columbia Records (Sony)                         | — | — | — | — | US10 (15 Wo.)US | Erstveröffentlichung: 31. Januar 2006                                 |
| 2009 | Save Me, San Francisco Columbia Records (Sony)                   | DE43 (6 Wo.)DE | AT27 (6 Wo.)AT | CH34 (10 Wo.)CH | UK33 Gold · (4 Wo.)UK | US17 Platin · (110 Wo.)US | Erstveröffentlichung: 26. Oktober 2009 Verkäufe: + 1.240.000          |
| 2012 | California 37 Columbia Records (Sony)                            | DE25 (5 Wo.)DE | AT22 (3 Wo.)AT | CH14 (6 Wo.)CH | UK7 Gold · (38 Wo.)UK | US4 Platin · (55 Wo.)US | Erstveröffentlichung: 13. April 2012 Verkäufe: + 1.055.000            |
| 2014 | Bulletproof Picasso Columbia Records (Sony)                      | DE46 (1 Wo.)DE | AT44 (1 Wo.)AT | CH15 (4 Wo.)CH | UK9 (4 Wo.)UK | US5 (7 Wo.)US | Erstveröffentlichung: 12. September 2014                              |
| 2016 | Does Led Zeppelin II Crush Music (WMG)                           | — | — | — | — | US71 (1 Wo.)US | Erstveröffentlichung: 3. Juni 2016 Coveralbum; Original: Led Zeppelin |
| 2017 | A Girl, a Bottle, a Boat Sunken Forest / Columbia Records (Sony) | — | — | CH54 (1 Wo.)CH | UK13 (9 Wo.)UK | US8 (19 Wo.)US | Erstveröffentlichung: 27. Januar 2017                                 |
| 2022 | AM Gold Sunken Forest / Columbia Records (Sony)                  | — | — | — | — | — | Erstveröffentlichung: 20. Mai 2022                                    |